# 帕莱 (巴西)
帕莱（葡萄牙語：Paraí）是巴西南大河州的一个市镇。总面积120.418平方公里，总人口6577人，人口密度54.6人/平方公里。